# Норвіч (Канзас)
Норвіч (англ. Norwich) — місто (англ. city) в США, в окрузі Кінгмен штату Канзас. Населення — 444 особи (2020).

## Географія
Норвіч розташований за координатами 37°27′25″ пн. ш. 97°50′45″ зх. д. / 37.45694° пн. ш. 97.84583° зх. д. (37.456894, -97.845929).  За даними Бюро перепису населення США в 2010 році місто мало площу 1,20 км², уся площа — суходіл. В 2017 році площа становила 1,04 км², уся площа — суходіл.

## Демографія
Згідно з переписом 2010 року, у місті мешкала 491 особа в 176 домогосподарствах у складі 114 родин. Густота населення становила 410 осіб/км².  Було 204 помешкання (170/км²).
Расовий склад населення:
| - 95,1 % — білих - 1,0 % — корінних американців - 0,6 % — чорних або афроамериканців |

До двох чи більше рас належало 3,3 %. Частка іспаномовних становила 3,3 % від усіх жителів.
За віковим діапазоном населення розподілялося таким чином: 37,5 % — особи молодші 18 років, 48,9 % — особи у віці 18—64 років, 13,6 % — особи у віці 65 років та старші. Медіана віку мешканця становила 31,8 року. На 100 осіб жіночої статі у місті припадало 77,3 чоловіків;  на 100 жінок у віці від 18 років та старших — 93,1 чоловіків також старших 18 років.
Середній дохід на одне домашнє господарство  становив 56 364 долари США (медіана — 51 250), а середній дохід на одну сім'ю — 64 200 доларів (медіана — 57 500). Медіана доходів становила 48 750 доларів для чоловіків та 30 156 доларів для жінок. За межею бідності перебувало 12,1 % осіб, у тому числі 18,6 % дітей у віці до 18 років та 6,3 % осіб у віці 65 років та старших.
Цивільне працевлаштоване населення становило 198 осіб. Основні галузі зайнятості: освіта, охорона здоров'я та соціальна допомога — 30,8 %, виробництво — 25,8 %, сільське господарство, лісництво, риболовля — 11,6 %, публічна адміністрація — 6,6 %.